# Andrena prima
Andrena prima là một loài Hymenoptera trong họ Andrenidae. Loài này được Casad mô tả khoa học năm 1896.